# Andrena creberrima
Andrena creberrima är en biart som beskrevs av Pérez 1895. Andrena creberrima ingår i släktet sandbin, och familjen grävbin. Inga underarter finns listade i Catalogue of Life.